# سنگ یی سوآن
سنگ یی-سوآن (Tseng Yi-hsuan؛ متولد ۵ دسامبر ۱۹۸۸) یک تکواندوکار تایوانی است. وی در مسابقات قهرمانی تکواندو جهان در سال ۲۰۰۷، در دسته سبک‌وزن (خروس‌وزن) موفق به کسب مدال نقره شد. وی در مسابقات تکواندو قهرمانی آسیا در سالهای ۲۰۰۸ و ۲۰۱۲ مدال برنز را از آن خود کرد. او همچنین در بازی‌های آسیایی ۲۰۰۶ و بازی‌های آسیایی ۲۰۱۰ رقابت کرده است.